# Park City Film Music Festival
Das Park City Film Music Festival ist ein US-amerikanisches Filmfestival mit besonderem Schwerpunkt auf Filmmusik, das jährlich in Park City stattfindet und US-amerikanische sowie internationale Produktionen zeigt. Es wurde im Jahr 2004 gegründet und zeichnet insbesondere Filme in Bezug auf ihre Filmmusik aus. Spielstätten sind das Egyptian Theater und weitere Kinos in Park City. Zusätzlich zum Filmprogramm finden im Rahmen des Festivals Konzerte statt, und es werden Seminare und Workshops zum Thema Filmmusik angeboten. Prominente Referenten waren z. B. Hummie Mann, welcher den Soundtrack zu Robin Hood – Helden in Strumpfhosen schrieb. Es gilt als das einzige US-amerikanische Festival, welches gezielt die Filmmusik betrachtet und auszeichnet.

## Ausgezeichnete deutsche Produktionen (Auswahl)
- 2010 erhielt Marcel Barsotti eine Goldmedaille für seine Filmmusik zu Die Päpstin.[5][6]
- 2010 erhielt Jochen Schmidt-Hambrock zwei Goldmedaillen – die Jury Choice Gold Medal sowie die Audience Choice Gold Medal – für seine Filmmusik zu den Kurzfilmen Zu viele Musen sowie Frauen, Jazz und Schuhe.[7]
- 2011 erhielt der Spielfilm Menschenliebe eine Goldmedaille für seinen wirkungsvollen Einsatz von Musik.[8][9]
- 2011 erhielt der Dokumentarfilm Beatboxing - The Fifth Element of Hip Hop eine Goldmedaille für seine hervorragende Qualität von Musik in einem Dokumentarfilm.[10]
- 2014 erhielt Philipp F. Kölmel eine Goldmedaille für seine Musik zu Rubinrot.[11]
- 2014 erhielt Frank Schreiber eine Goldmedaille für seine Filmmusik zu 40 Wochen – von der Keimzelle zum Kind sowie eine Silbermedaille für seine Musik zum Film Zeit der Olive.[12]